# Wiener Premierenbesetzungen des Tannhäuser

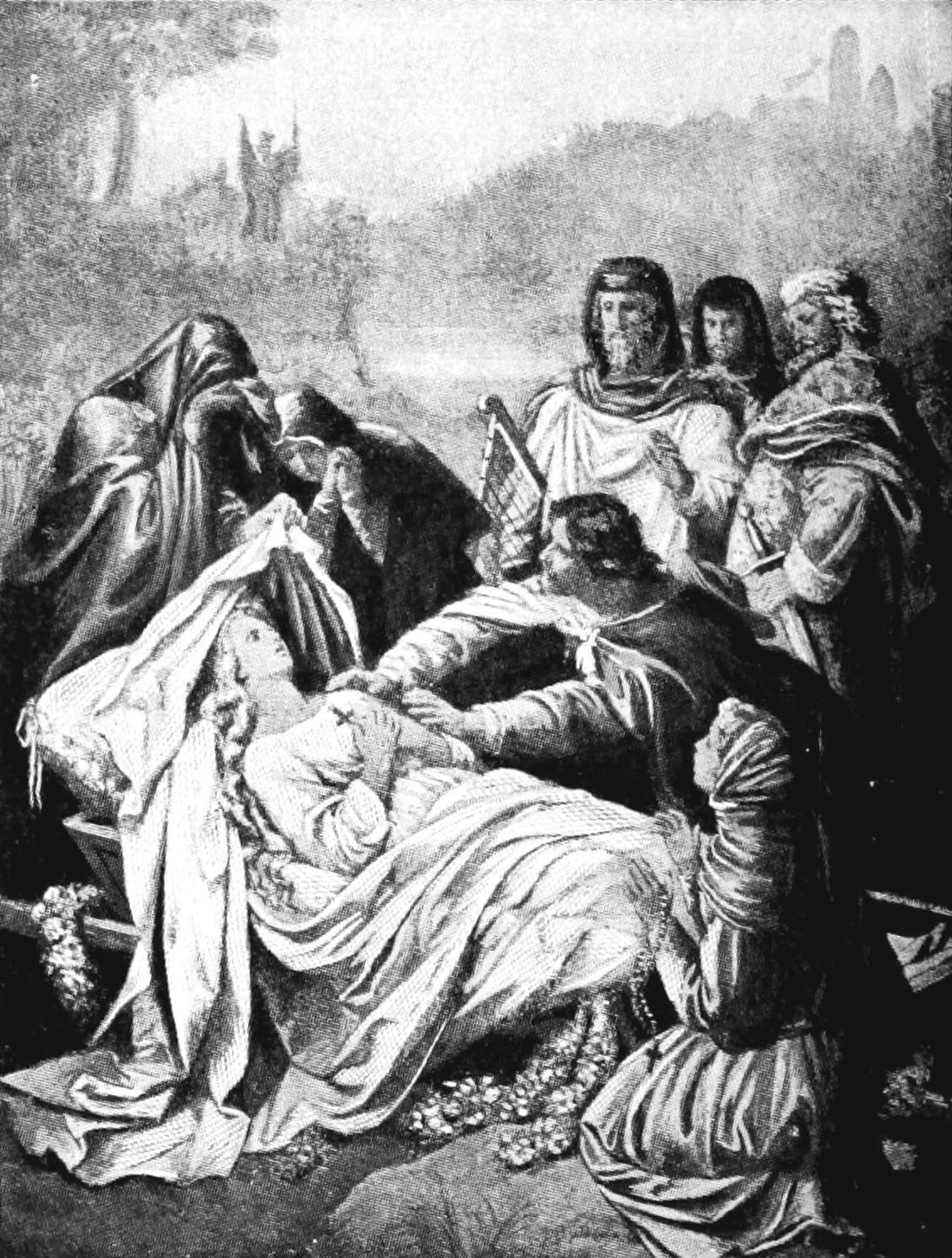
Elisabeths Tod, III. Aufzug

Die Wiener Premierenbesetzungen des Tannhäuser listen alle Mitwirkenden an den Neuinszenierungen von Richard Wagners Tannhäuser und der Sängerkrieg auf Wartburg auf, die seit der Erstaufführung am 19. November 1859 an der k. u. k. Hofoper, der heutigen Staatsoper, stattgefunden haben.

## Tannhäuser in Wien
Wagners Oper Tannhäuser, uraufgeführt 1845 in Dresden, kam erst relativ spät nach Wien und wurde zunächst auch nicht an der Hofoper gespielt, sondern lediglich in den Wiener Vorstadttheatern. Als Gründe dafür werden zum einen die revolutionäre Betätigung Richard Wagners im Jahre 1848, die im Habsburgerreich nicht geschätzt wurde, zum anderen die Feindschaft des mächtigen Kritikers Eduard Hanslick und auch die moralisch anrüchige Venusberg-Szene, die eines Hoftheaters nicht würdig ist, genannt. 
Der Theaterdirektor Johann Hoffmann, ein glühender Verehrer Wagners, konnte das Werk am 28. August 1857 im Thalia-Theater in Neulerchenfeld zur Wiener Erstaufführung bringen, obgleich seine Mittel beschränkt waren und er mit einem kleinen Orchester mit lediglich 24 Streichern auskommen musste. Hoffmann brachte am 30. September 1857 den Tannhäuser auch im Josefstädter Theater zur Aufführung, wiederum mit großem Erfolg, sodass  im  Thaliatheater und im Josefstädter Theater insg. 40   Wiederholungen des Tannhäuser stattfinden konnten.
Bereits zwei Monate nach der Tannhäuser-Erstaufführung wurde am 31. Oktober 1857 im Carltheater in der Leopoldstadt eine Tannhäuser-Parodie aufgeführt, die vermutlich von Johann Nestroy stammte und sich höchster Beliebtheit erfreute.
Der Erfolg des Tannhäusers führte zu einem Umdenken bei der Direction und Intendanz des Hof-Operntheaters. Erstmals sollte nun eine Wagner-Oper aufgeführt werden. Man entschied sich aber aus Gründen der Sittlichkeit für den Lohengrin, mit dem man am 19. August 1858 die Saison des Kärntnertortheaters eröffnete. Am 19. November 1859 erfolgte schließlich die Erstaufführung des Tannhäuser im Kärntnertortheater.
1861 leitete Richard Wagner nach den Tannhäuser-Erfolgen selbst mit großem Erfolg eine Lohengrin-Neueinstudierung in Wien, diesmal an der Wiener Hofoper.

## Besetzungen
In der sechsten Spalte sind die Aufführungszahlen der jeweiligen Inszenierung angegeben. Die angegebene Aufführungszahl beschreibt den Stand von April 2024.
| Kärnthnerthor-Theater, 19. November 1859, Dirigent: Heinrich Proch, Bühnenbilder: Carlo Brioschi |                                      |                                                 |                                                        | |     |  |
| Adolf Grimminger | Louise Dustmann Gabrielle Krauss     | Karl Schmid Johann Nepomuk Beck Gustav Walter   | Franz Hrabanek Julius Campe Karl Mayerhofer            | Laura Koudelka Frln. Theen, Frln. Deim, Frln. Kübeck, Frln. Schwaberger                             |     |  |
| Haus am Ring, 22. Juni 1870, Bühnenbilder: Theodor Jachimowicz, Kostüme: Franz Xaver Gaul (bis 1875)                                                                                                  |                                      |                                                 |                                                        | |     |  |
| Leonhard Labatt | Marie Wilt Amalie Friedrich-Materna  | Karl Schmid Louis von Bignio Engelbert Pirk     | Emil Krauss Julius Campe Eduard Brandstoettner         | Hermine von Siegstädt                                                                               | 46  |  |
| Neu in Scene gesetzt, 22. November 1875, Bühnenbilder: Anton Brioschi, Hermann Burghart, Johann Kautsky, Kostüme nach Franz Xaver Gaul, Tänze in der Venusgrotte: Lucile Grahn, Carl Telle (bis 1909) |                                      |                                                 |                                                        | |     |  |
| Leonhard Labatt | Bertha Ehnn Amalie Friedrich-Materna | Emil Scaria Louis von Bignio Karl Adams         | Georg Nollet Anton Schittenhelm August Egon Hablawetz  | Hermine von Siegstädt Hermine Wosahlo, Therese Perakovics, Louise Oldal-Gritzinger, Karoline Ritter | 281 |  |
| Wilhelm von Wymétal, Dirigent: Bruno Walter, 20. September 1909 (bis 1912) |                                      |                                                 |                                                        | |     |  |
| Erik Schmedes | Lucie Weidt Marie Gutheil-Schoder    | Richard Mayr Leopold Demuth Hubert Leuer        | Gerhard Stehmann Hans Breuer Ferdinand Marian          | Berta Kiurina-Leuer                                                                                 | 29  |  |
| Wilhelm von Wymétal II, Dirigent: Franz Schalk, Bühnenbilder: Anton Brioschi, 29. Januar 1913 (bis 1923)                                                                                              |                                      |                                                 |                                                        | |     |  |
| Erik Schmedes | Lucie Weidt Paula Windheuser         | Richard Mayr Friedrich Weidemann Georg Maikl    | Alexander Haydter Arthur Preuss Julius Betetto         | Edna de Lima                                                                                        | 66  |  |
| Woldemar Runge, Dirigent: Richard Strauss, 29. Januar 1923 (bis 1935) |                                      |                                                 |                                                        | |     |  |
| Leo Slezak | Lotte Lehmann Gertrude Kappel        | Nicola Zec Emil Schipper Georg Maikl            | Franz Markhoff Hermann Gallos Viktor Madin             | Maria Rajdl                                                                                         | 65  |  |
| Herbert Graf, Dirigent: Wilhelm Furtwängler, 13. Oktober 1935 (bis 1944) |                                      |                                                 |                                                        | |     |  |
| Gotthelf Pistor | Anne Maria Bathy Kerstin Thorborg    | Ludwig Hofmann Alexander Svéd Georg Maikl       | Franz Markhoff William Wernigk Karl Ettl               | Aenne Michalsky                                                                                     | 43  |  |
| Lothar Wallerstein, Dirigent: Felix Prohaska, Bühnenbild: Walter Hösslin, Kostüme: Hanna Bartsch, Volksoper, 20. September 1946 (bis 1954)                                                            |                                      |                                                 |                                                        | |     |  |
| Max Lorenz | Hilde Konetzni Anny Konetzni         | Herbert Alsen Paul Schöffler Willy Friedrich    | Adolf Vogel August Jaresch Emil Siebert                | Henny Herze Friedl Riegler, Maria Fedorowa Elsamaria Matheisl, Sieglinde Wagner                     | 43  |  |
| Josef Gielen, Dirigent: Rudolf Moralt, Dekorationen und Kostüme: Gerd Richter, Einstudierung der Chöre: Richard Rossmayer, Choreographie: Erika Hanka, 19. Oktober 1956 (bis 1959)                    |                                      |                                                 |                                                        | |     |  |
| Rudolf Lustig | Traute Richter Ira Malaniuk          | Ludwig Weber Eberhard Waechter Anton Dermota    | Edmond Hurshell Hugo Meyer-Welfing Ljubomir Pantscheff | Anny Felbermayer Liselotte Maikl, Helga Augsten, Dorothea Frass, Margareta Sjöstedt                 | 25  |  |
| Herbert von Karajan (Regie und Dirigent), Bühnenbilder und Kostüme: Heinrich Wendel, Einstudierung der Chöre: Wilhelm Pitz, Choreographie: Erich Walter, 8. Januar 1963 (bis 1981)                    |                                      |                                                 |                                                        | |     |  |
| Hans Beirer | Gré Brouwenstijn Christa Ludwig      | Gottlob Frick Eberhard Waechter Waldemar Kmentt | Ludwig Welter Kurt Equiluz Tugomir Franc               | Gundula Janowitz                                                                                    | 43  |  |
| Otto Schenk, Dirigent: Lorin Maazel, Bühnenbilder: Günther Schneider-Siemssen, Kostüme: Gabriele Frey, Chorleitung: Norbert Balatsch, Choreographie: Erich Walter, 16. Oktober 1982 (bis 2002)        |                                      |                                                 |                                                        | |     |  |
| Reiner Goldberg (im 1. Akt abgebrochen) Spas Wenkoff (eingesprungen) | Anna Tomowa-Sintow Dunja Vejzovic    | Theo Adam Bernd Weikl Thomas Moser              | Peter Wimberger Kurt Equiluz Friedemann Hanke          | Gabriele Sima Wiener Sängerknaben                                                                   | 54  |  |
| Claus Guth, Dirigent: Franz Welser-Möst, Ausstattung: Christian Schmidt, Licht: Olaf Freese, Dramaturgie: Konrad Kuhn, Chorleitung: Thomas Lang, Blanka Juhanáková, 16. Juni 2010 (bis 2014)          |                                      |                                                 |                                                        | |     |  |
| Johan Botha | Anja Kampe Michaela Schuster         | Ain Anger Christian Gerhaher Gergely Németi     | Alexandru Moisiuc Peter Jelosits Marcus Pelz           | Alois Mühlbacher                                                                                    | 18  |  |